# XVI. Budapester Bezirk
Der XVI. Bezirk von Budapest liegt im nordöstlichen Teil der ungarischen Hauptstadt an der Stadtgrenze.

## Geschichte
Am 1. Januar 1950 wurden die Großgemeinden Cinkota, Mátyásföld, Rákosszentmihály und Sashalom sowie Teile von Csömör als XVI. Bezirk nach Budapest eingemeindet.

## Bürgermeister
- 1990–1994: Gábor Fekete (Fidesz)

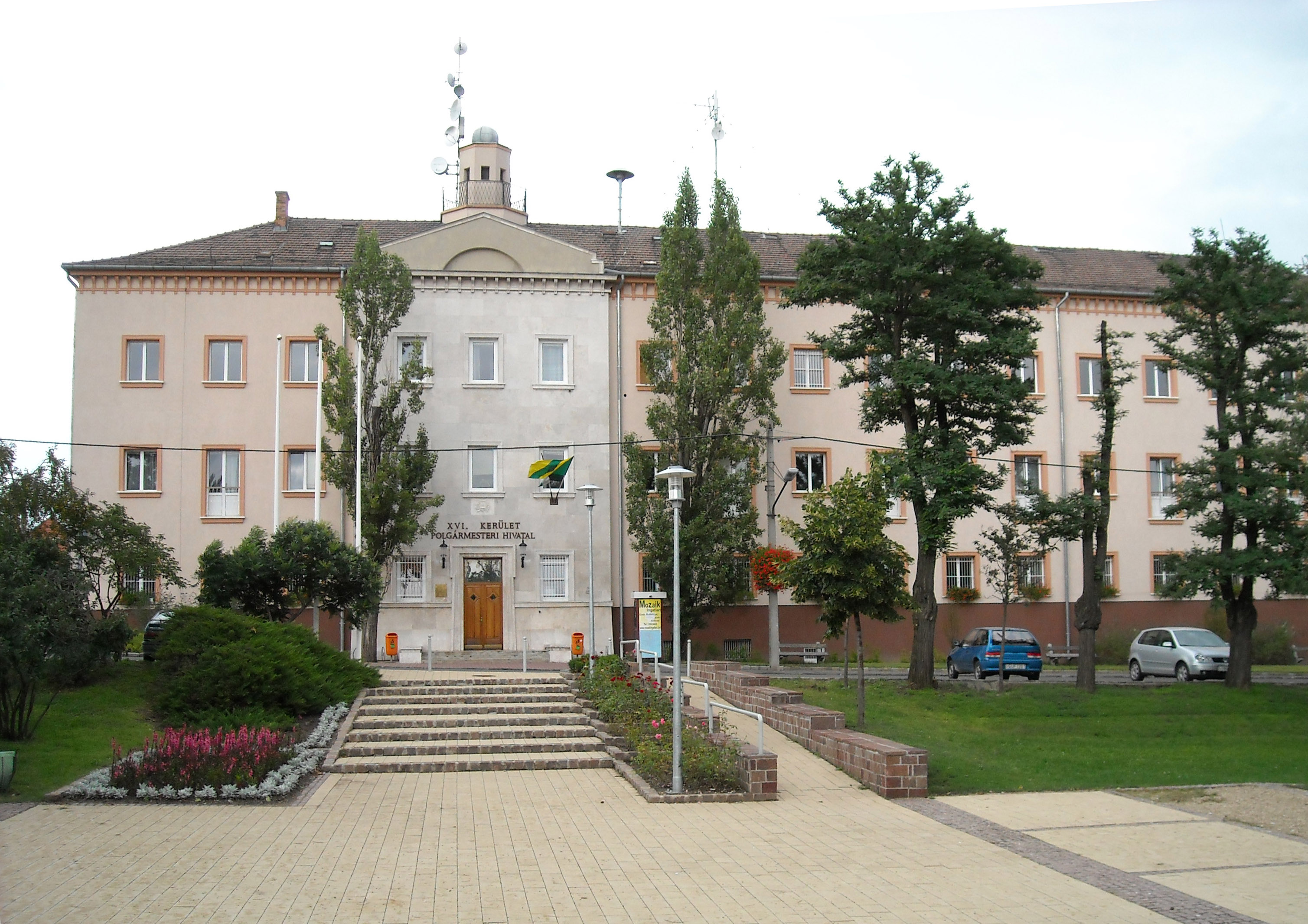
Das Rathaus in Sashalom

- 1994–1998: Attila Kovács (MDF–KDNP–FKgP–MIÉP)[2]
- 1998–2006: Lajos Mátyás Szabó (MSZP)
- 2006–: Péter Kovács (Fidesz)

## Wichtige Straßen
- Veres Péter út
- Csömöri út
- Rákosi út
- Szlovák út
- Újszász utca
- Szabadföld út

## Verkehr
Die Autobahn M0 (Ringstraße um Budapest) verläuft entlang der nordöstlichen Grenze des Bezirks. Die Hauptstraße Nr. 3 (Veres Péter út, Szabadföld út) durchquert den Bezirk vom Stadtzentrum in Richtung Gödöllő und Miskolc, ebenso wie die Linien 8 (in Richtung Gödöllő) und 9 (in Richtung Csömör) der Vorortbahn HÉV.

## Wirtschaft
1895 gründete Imre Uhri eine Schmiede- und Autofabrik (Uhri Imre Kovács – és Kocsigyártó Üzeme). Hieraus entwickelte sich der Bushersteller Ikarus.

## Bildung
Die Fakultät für Außenhandel der Wirtschaftsuniversitat Budapest befindet sich im Bezirk.

## Kultur
In Stadtteil Árpádföld befindet sich ein Schokoladenmuseum.

## Fotos

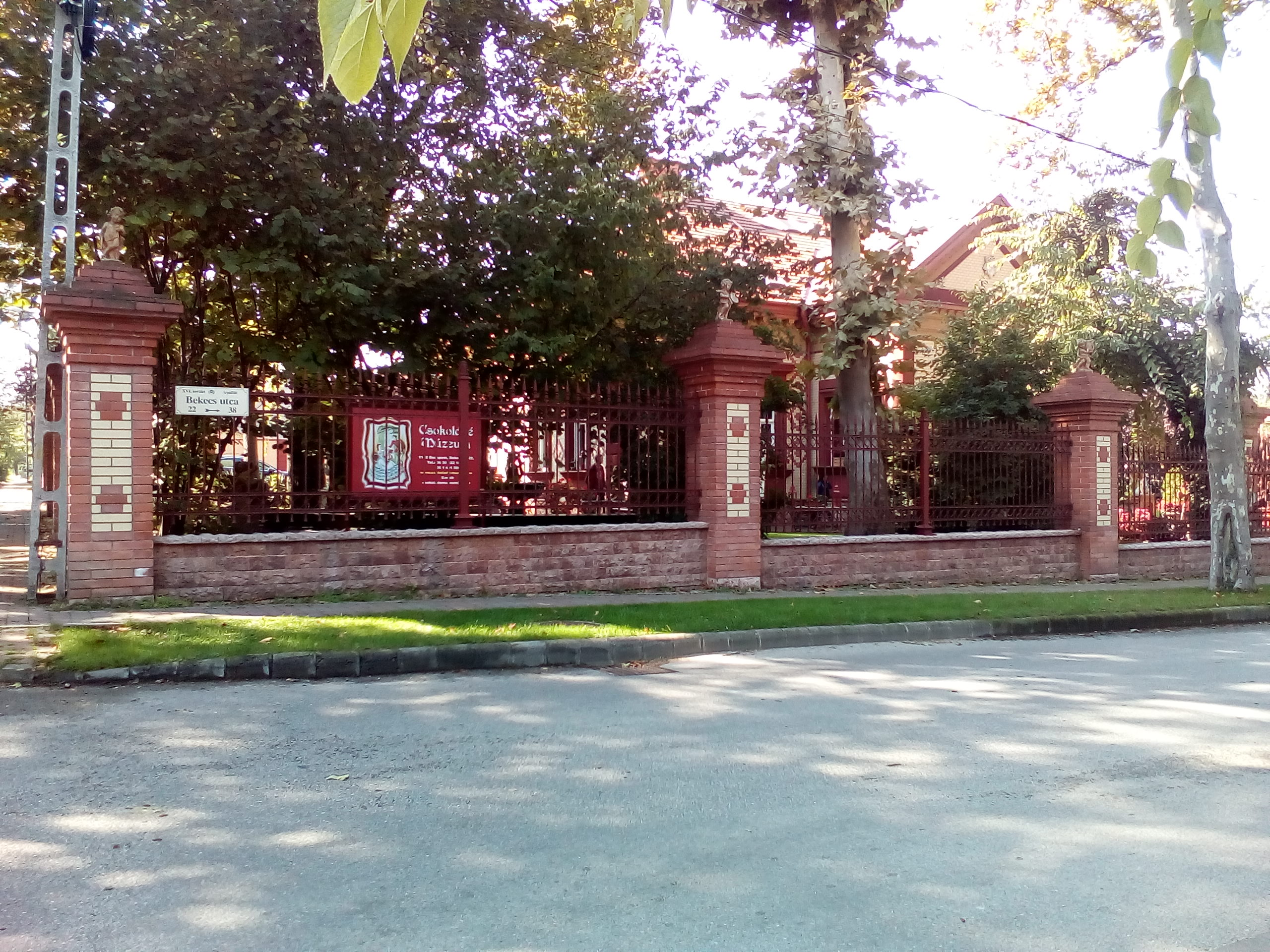
Árpádföld: Schokoladenmuseum
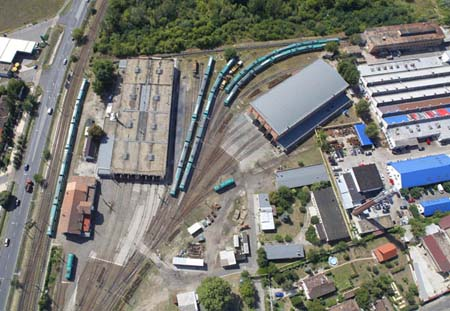
Cinkota: Remise der HÉV
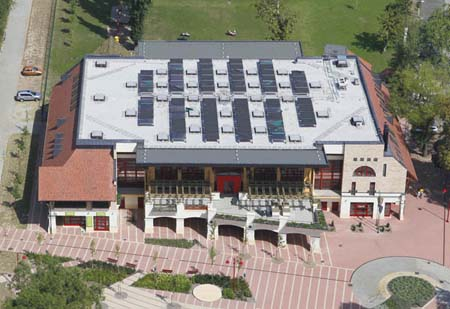
Erzsébetliget: Schwimmbad
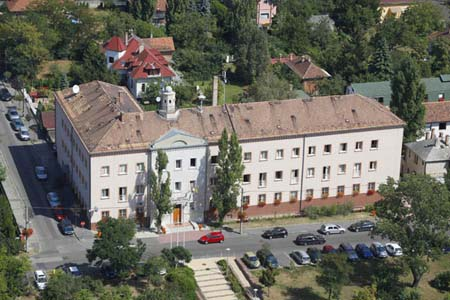
Sashalom: Kommunalverwaltung
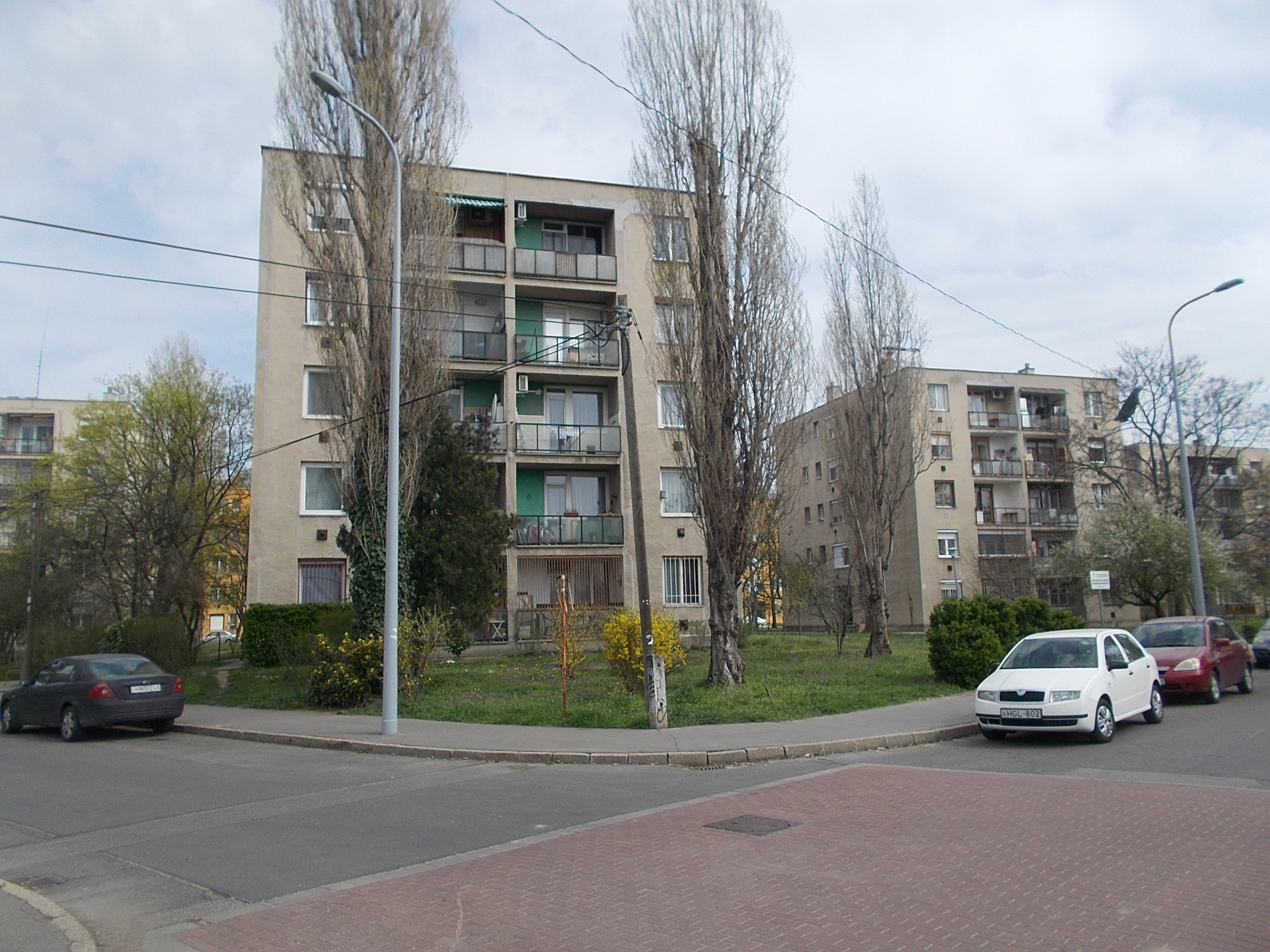
Rákosszentmihály: Wohnsiedlung Szent Korona
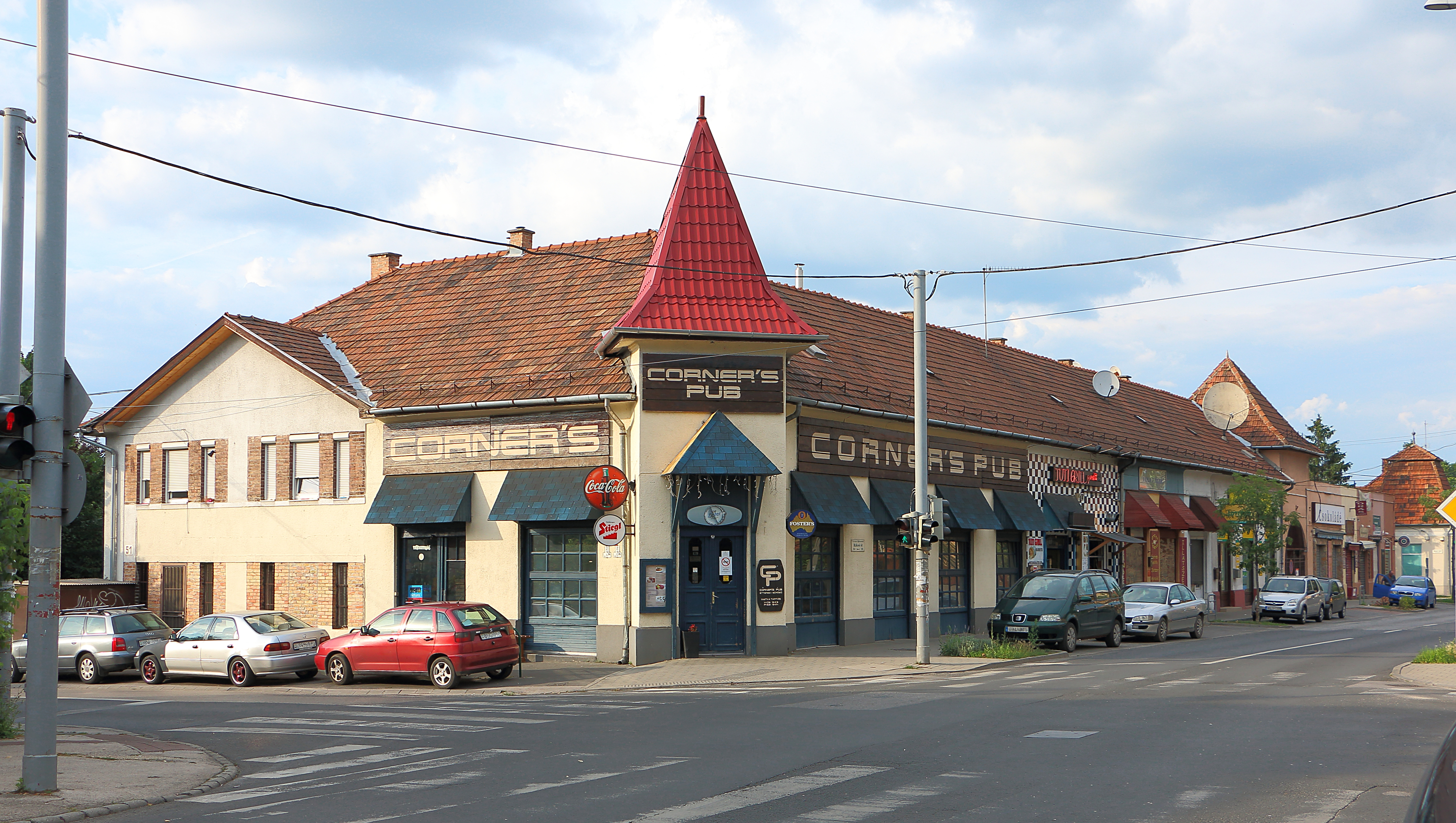
Rákosszentmihály: Harcsa-Häuserzeile, erbaut in den 1920er Jahren
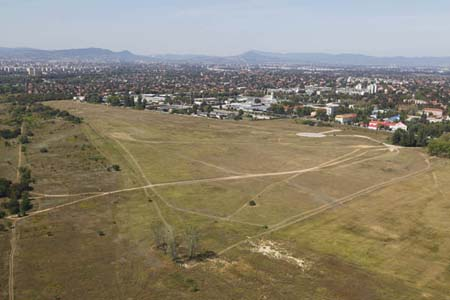
Mátyásföld: Flugplatz
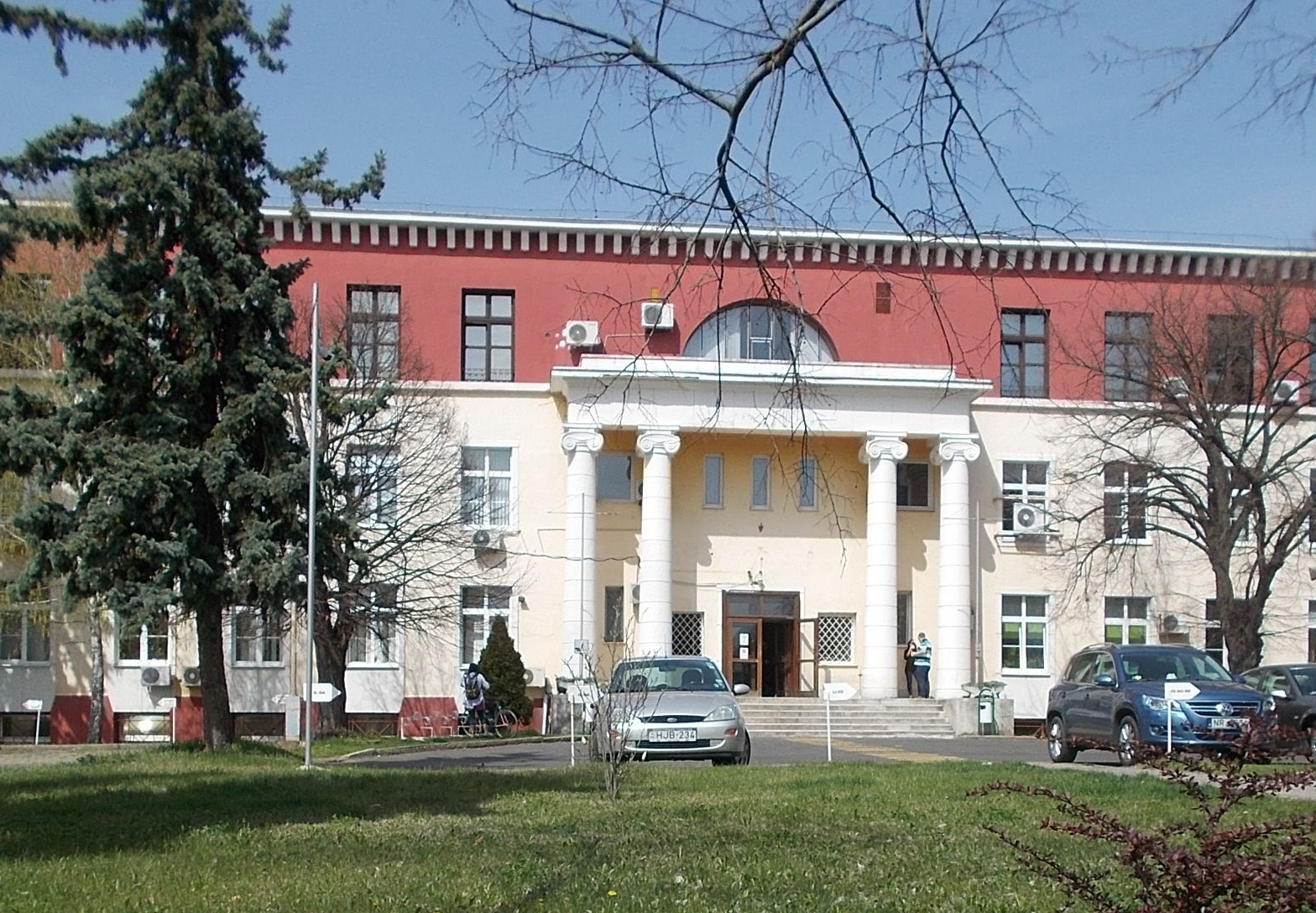
Sashalom: Gebäude der EMG

## Partnerschaften
- Canistro, Italien, seit 2005 (nicht mehr aktiv)[4]
- Hanoi, Bezirk Tây Hồ, Vietnam, seit 2010[4]
- Mali Iđoš, Serbien, seit 2008[4]
- Mihăileni (ungarisch Csíkszentmihály), Rumänien, seit 2017[5]
- Novi Vinodolski, Kroatien, seit 2000 (nicht offiziell)[4]
- Podunajské Biskupice, Slowakei, seit 2005[4]
- Sapson (Запсонь), Ukraine, seit 2011[4]
- Valea lui Mihai, Rumänien, seit 2008[4]
- Waltershausen, Deutschland, seit 2003[4]